# Así habla el amor
Así habla el amor (título original, Minnie and Moskowitz) es una película estadounidense dirigida por John Cassavetes. Estrenada en 1971, está interpretada por Gena Rowlands y Seymour Cassel.

## Argumento
Seymour Moskowitz es un hombre joven que se dedica a aparcar coches en un párking de Nueva York. Cansado de esta ciudad decide irse a Los Ángeles para hacer el mismo trabajo. Allí va a conocer a Minnie Moore, una mujer soltera que trabaja como empleada en un museo de arte moderno. Minnie mantiene una relación oculta con un hombre violento que está casado y tiene dos hijos.

## Reparto
- Gena Rowlands : Minnie Moore
- Seymour Cassel : Seymour Moskowitz
- Val Avery : Zelmo Swift
- Timothy Carey : Morgan Morgan
- Katherine Cassavetes : Sheba Moskowitz
- Elizabeth Deering : una chica
- Elsie Ames : Florence
- Lady Rowlands : Georgia Moore
- Holly Near : un irlandés
- Judith Roberts : la mujer del irlandés
- Jack Danskin : Dick Henderson
- Eleanor Zee : Señora Grass